# Тегафур
Тегафур (англ. Tegafur, лат. Tegafurum) — синтетичний лікарський препарат, який за своєю структорою є аналогом піримідинових основ (похідне фторпіримідину) Тегафур застосовується переважно перорально, рідше внутрішньовенно. Тегафур уперше синтезований в СРСР у 1967 році, й застосовується у клінічній практиці з 80-х років ХХ століття.

## Фармакологічні властивості
Тегафур — синтетичний лікарський засіб, який за своєю хімічною структурою є аналогом піримідинових основ нуклеїнових кислот. Механізм дії препарату полягає в інгібуванні ферменту тимідинсинтетази активними метаболітами препарату, що призводить до блокування синтезу ДНК та інгібування синтезу РНК унаслідок включення метаболіту препарату в структуру нуклеїнових кислот, наслідком чого є припинення мітозу. Оскільки мітотична активність більш виражена у клітин, які швидко ростуть, а також у цих клітинах значно вищою є активність тимідінсинтетази, то тегафур є більш активним до клітин злоякісних пухлин із мінімальною активністю до клітин здорових тканин. Тегафур застосовується для лікування різних видів раку: молочної залози, колоректальної зони, шлунку, шийки матки, печінки, підшлункової залози, лімфом шкіри, недрібноклітинного раку легень, раку простати, раку області шиї та голови, місцево для лікування базаліом шкіри із виразкуванням, а також для лікування дифузного нейродерміту. Окрім того, тегафур має радіомодифікуючу дію на пухлинні клітини, що значно підвищує ефективність променевої терапії, спрямованої як на основне вогнище раку. так і на найдрібніші метастази пухлини. При застосуванні тегафура спостерігається менше побічних ефектів у порівнянні з подібними за хімічною структурою протипухлинними препаратами, із вищою або рівнозначною ефективністю при застосуванні тегафура, причому введення тегафура краще переносилось хворими, ніж внутрішньовенне введення 5-фторурацилу.

### Фармакокінетика
Тегафур швидко всмоктується після перорального застосування, проте біодоступність препарату при пероральному застосуванні значно варіює у зв'язку із швидким метаболізмом препарату при першому проходженні через печінку. Максимальна концентрація тегафуру в крові спостерігається відразу ж після внутрішньовенної ін'єкції та протягом 3 годин після перорального прийому препарату. Тегафур швидко метаболізується до 5-фторурацилу, а далі до 5-фтордезоксиуридинмонофосфату вже безпосередньо в пухлинній тканині. Сам тегафур добре зв'язується з білками плазми крові, зв'язування його метаболітів з білками є переважно поганим. Тегафур добре проникає через гематоенцефалічний бар'єр, через плацентарний бар'єр, даних за проникнення препарату в грудне молоко немає. Метаболізується тегафур у печінці з утворенням спочатку активних, пізніше неактивних метаболітів. Виводиться препарат із організму переважно з сечею, незначна частина виводиться з калом. Період напіввиведення тегафура становить при внутрішньовенному введенні у першій фазі 10—20 хвилин, в другій фазі до 20 годин, при пероральному застосуванні 5—12 годин, при порушеннях функції печінки та нирок цей час може збільшуватися.

## Покази до застосування
Тегафур застосовують для лікування раку молочної залози, шлунку, шийки матки, колоректального раку, підшлункової залози, легень та шкірних лімфом.

## Побічна дія
При застосуванні тегафура побічні ефекти спостерігаються рідше, ніж при застосуванні 5-фторурацилу. Найважчим, хоча й рідким, побічним ефектом препарату є неврологічна токсичність, що призводить до значних порушень мозкової діяльності, іноді з виникненням лейкоенцефаліту, мозкової атаксії та коми, спричиненим акумуляцією метаболітів 5-фторурацилу в головному мозку. Частими побічними ефектами препарату також є діарея, нудота, блювання, біль у животі, запалення слизових оболонок травної системи, головний біль, запаморочення, лейкопенія і тромбоцитопенія. Іншими побічними ефектами тегафура є:
- Алергічні реакції та з боку шкірних покривів — дерматит, алопеція, пошкодження нігтів, свербіж шкіри, сухість шкіри, шкірні алергічні реакції.
- З боку травної системи — виразковий стоматит, езофагіт, глоссит, панкреатит, зниження апетиту, пептична виразка, гострий гепатит, порушення функції печінки.
- З боку нервової системи — сонливість, підвищене сльозовиділення, порушення смаку, порушення нюхової чутливості.
- З боку серцево-судинної системи — явища стенокардії.
- З боку дихальної системи — фарингіт, інтерстиційна пневмонія.
- Збоку сечостатевої системи — рідко порушення функції нирок.
- Зміни в лабораторних аналізах — анемія, нейтропенія, підвищення активності АЛТ і АСТ в крові.
- Інші побічні ефекти — обезводнення.

## Протипокази
Тегафур протипоказаний при підвищеній чутливості до препарату або інших похідних фторпіримідину, загальному важкому стані хворого, кахексії, лейкопенії, анемії, тромбоцитопенії, значній гострій кровотечі, важких інфекційних захворюваннях, вираженому порушенні функції печінки, хворим у віці менш ніж 18 років, вагітності та годуванні грудьми.

## Форми випуску
Тегафур випускається у вигляді желатинових капсул по 0,4 г; а також у комбінації з гімерацилом та отерацилом калію і з урацилом.